# Poonindie
Poonindie  è una localittà dell'Australia Meridionale, sita nella porzione sud-orientale della penisola di Eyre.
L'insediamento si trova sulla fascia costiera sud-orientale della penisola di Eyre, affacciandosi su Louth Bay (a sua volta parte del Golfo di Spencer) ed estendendosi a nord fino a Cooper Lane e al monte Gawler (che rappresenta il confine con Whites Flat), verso l'interno fino alla strada sterrata Stanton Road (che rappresenta il confine con Charlton Gully) e a sud fino alle sponde del fiume Tod, che separa Poonindie da North Shields (tranne il vecchio cimitero, situato sulle coste meridionali di un'ansa del fiume ma facente parte di Poonindie). La prospiciente Louth Island fa amministrativamente parte di Point Boston.

## Storia
L'area dove oggi sorge Poonindie era originariamente abitata dagli aborigeni Barngarla: nel 1850 su interessamento dell'arcidiacono di Adelaide Mathew Hale (che vi sovrintenderà per molti anni dopo il suo completamento) venne istituita una missione e nel 1854 venne iniziata la costruzione di un edificio che nelle intenzioni originarie doveva essere una scuola, ma in seguito divenne una chiesa anglicana intitolata a San Matteo, il cui completamento verrà ultimato l'anno successivo.
La missione venne chiusa nel 1894, col terreno che venne parcellizzato e venduto a privati: 300 acri di terreno vennero destinati a una riserva indigena, mentre la chiesa di St. Matthew rimase di proprietà della Chiesa e rimane in funzione a tutt'oggi. La maggior parte dei residenti della missione, tuttavia, preferì spostarsi verso altre missioni, come Point Pearce sulla penisola di Yorke e Point McLeay a sud di Adelaide.
La missione di Poonindie è elencata fra quelle che hanno promosso il concetto di generazione rubata.
I 300 acri destinati a riserva vengono attualmente gestiti dalla comunità aborigena in maniera autosufficiente col nome di Akenta.

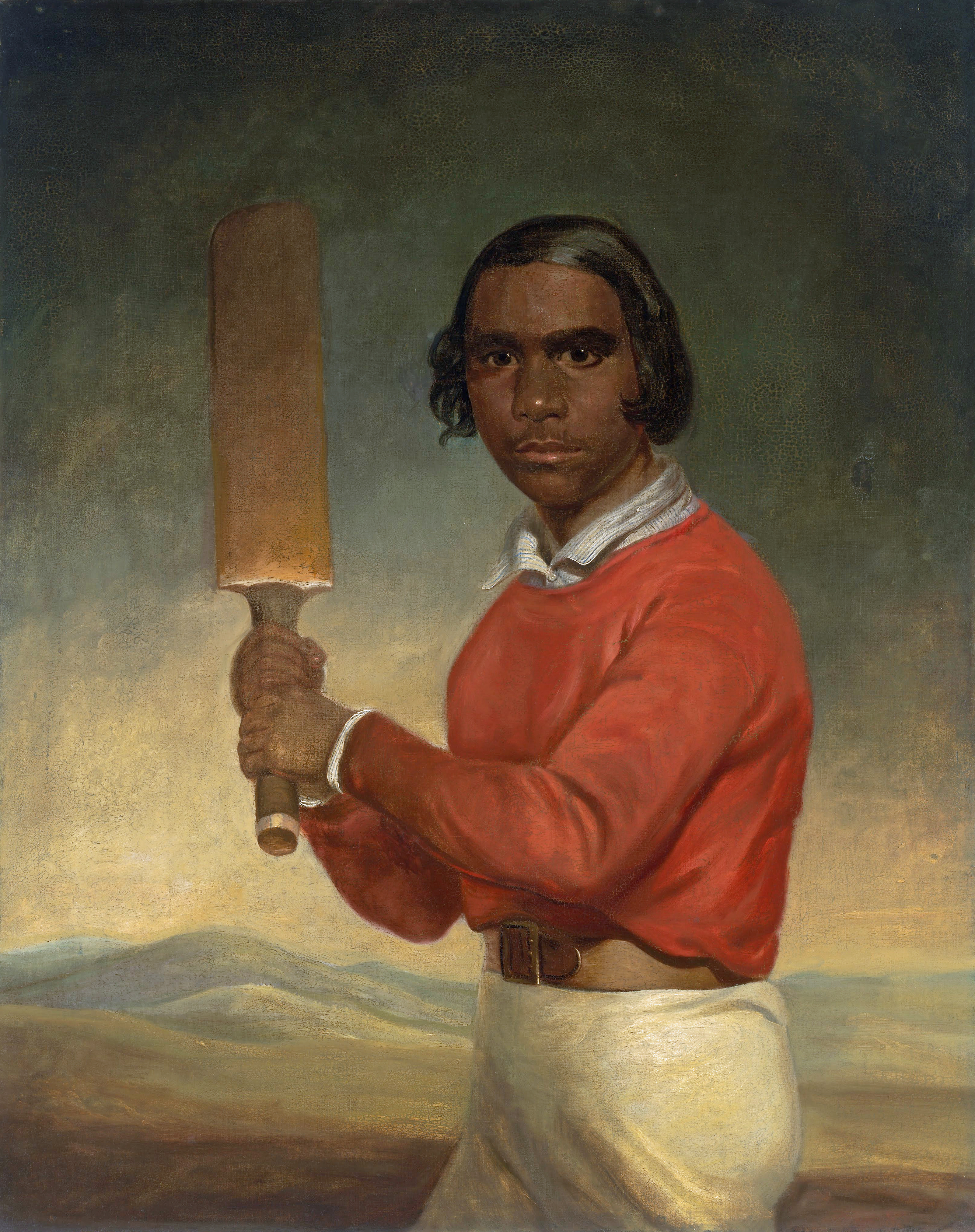
Ritratto di Nannultera, residente della missione.
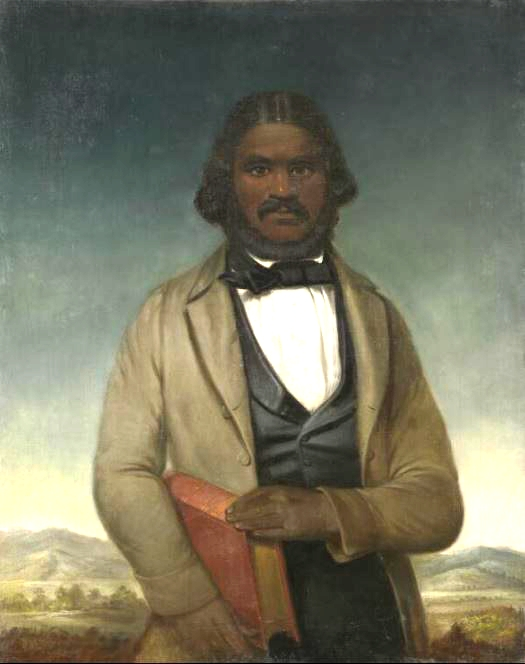
Ritratto di Samuel Kandwillan, residente della missione.
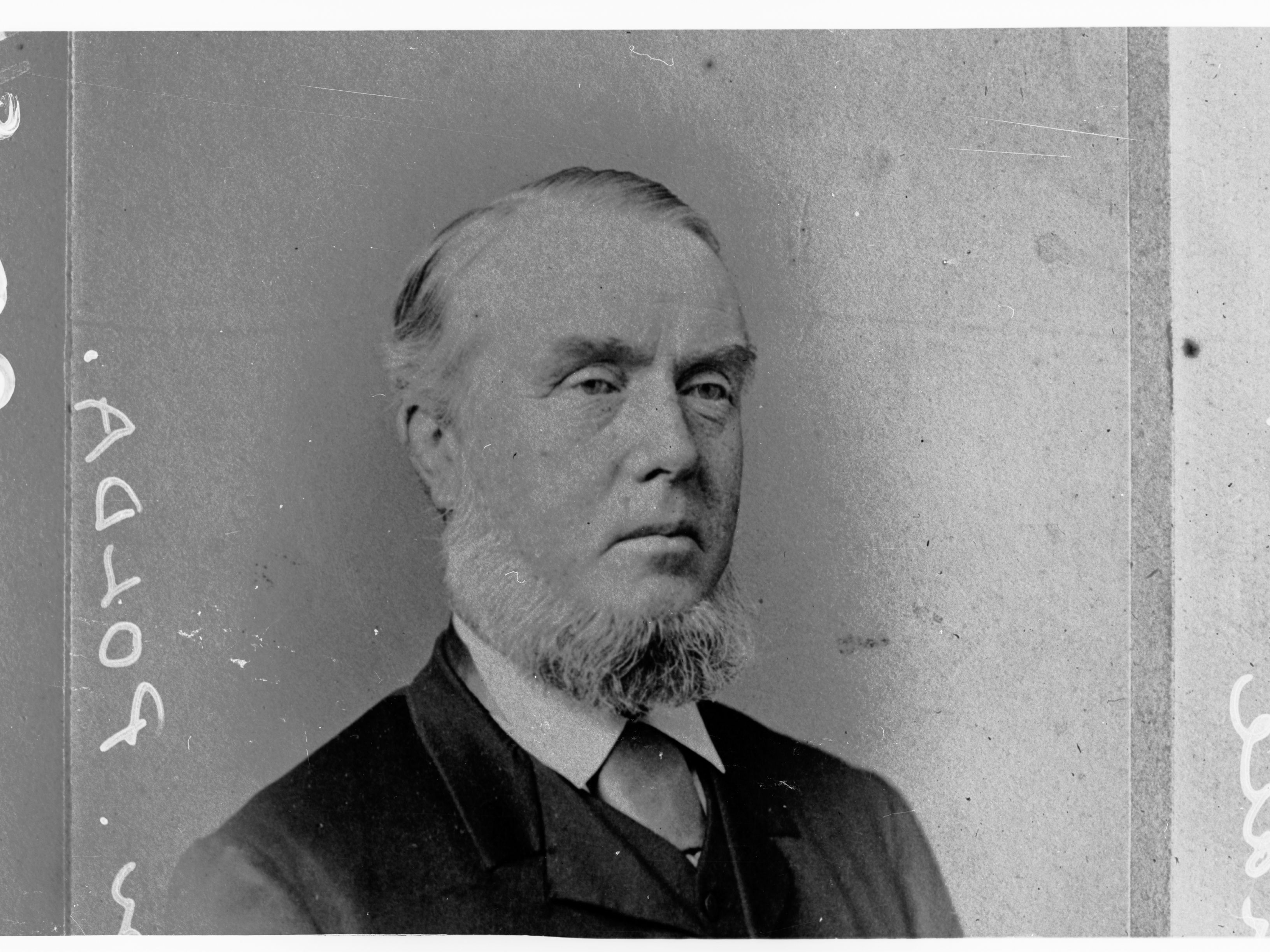
Watts Newland, sovrintendente della missione di Poonindie, in una foto del 1805.

## Monumenti e luoghi d'interesse
Poonindie presenta una serie di luoghi ascritti al South Australian Heritage Register, in massima parte associati alla presenza della vecchia missione:
- Poonindie Cemetery[8];
- Poonindie Mission Bakehouse Complex and Well[9];
- Poonindie Mission Superintendent's Residence[10];
- Poonindie Mission Schoolhouse[11];
- St Matthew's Anglican Church[12];